# Agnieszka Fatyga

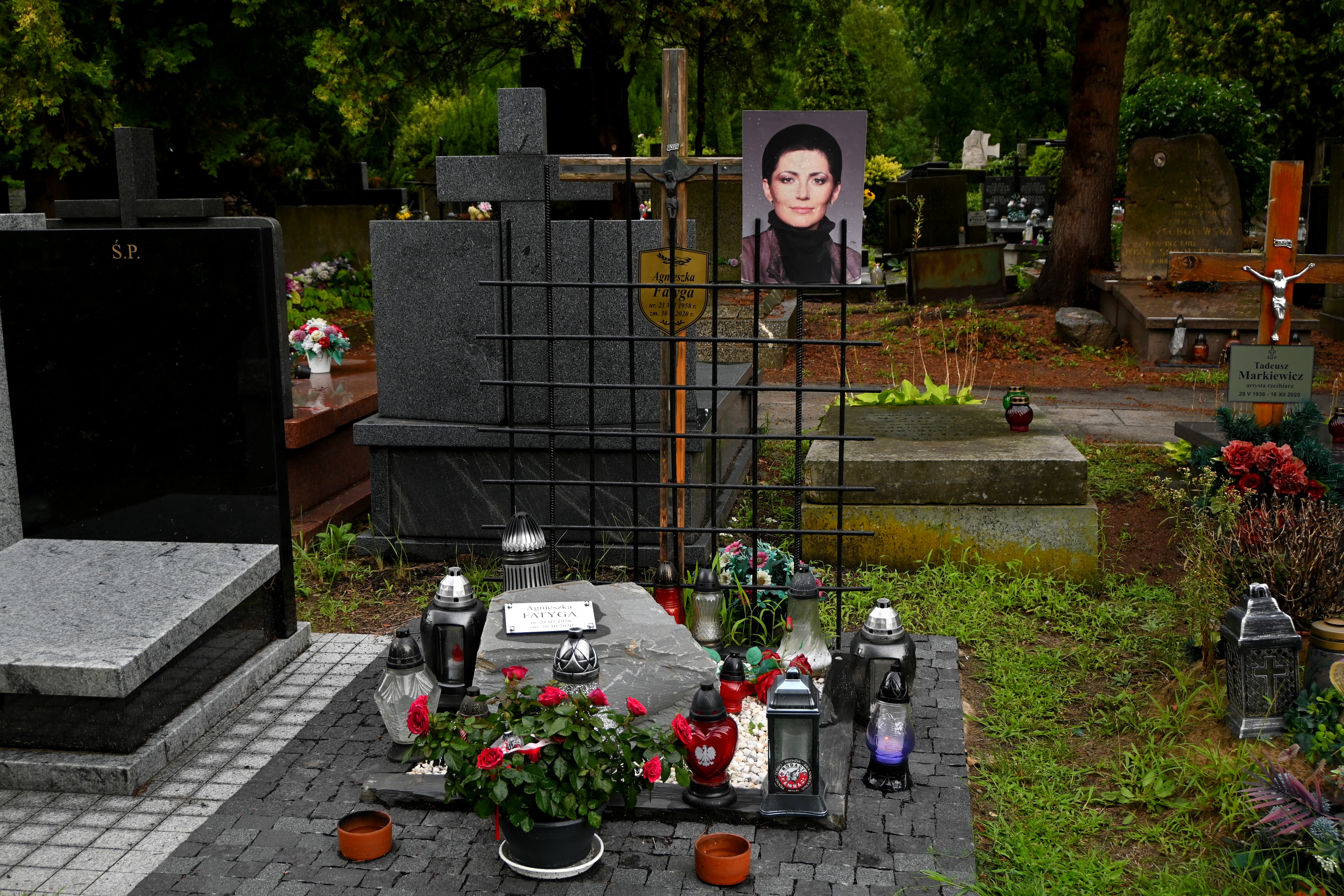
Grób Agnieszki Fatygi na Cmentarzu Wojskowym na Powązkach w Warszawie

Agnieszka Joanna Fatyga (ur. 21 lipca 1958 w Bytomiu, zm. 30 października 2020 w Warszawie) – polska aktorka teatralna i telewizyjna, piosenkarka, śpiewaczka, pianistka, często występująca na estradzie.

## Życiorys
Była najmłodszym dzieckiem Józefa Fatygi. Miała starszą siostrę i brata. Mieszkając w Świętochłowicach, uczyła się w szkole muzycznej w Bytomiu i uzyskała dyplom pianistyczny w klasie fortepianu u profesora Andrzeja Jasińskiego. Ukończyła studia na Wydziale Operowym Akademii Muzycznej w Warszawie, a w 1980 w Państwowej Wyższej Szkole Teatralnej w Warszawie (dyplom 1981). Występowała w teatrach warszawskich: Narodowym (1980–1984), Ateneum (1984–2000) i Operetce Warszawskiej (1993).
W 1983 pojawiła się epizodycznie w 8. odcinku serialu Alternatywy 4, a w 1985 zagrała rolę w filmie Spowiedź dziecięcia wieku. W 1996 stworzyła kreację w spektaklu Opera Granda w reżyserii Macieja Wojtyszki w warszawskim Teatrze Ateneum (premiera odbyła się 12 lipca), natomiast w 2001 zagrała w filmie Przychodnia każdego przechodnia. Sporadycznie zajmowała się także dubbingiem: udzieliła głosu postaci Georgette w animacji Oliver i spółka i Klarabelli w filmie Mickey, Donald, Goofy: Trzej muszkieterowie.
W jej repertuarze muzycznym znajdowały się songi Bertolda Brechta, przeboje musicalowe, romanse rosyjskie, arie operowe i ich pastisze (Carmen, Traviata, Tosca, Gilda, Czarodziejski flet).

## Życie prywatne
Była żoną Wojciecha Olszańskiego, z którym miała córkę, Michalinę. Pochowana została na cmentarzu Powązki Wojskowe (kwatera G-3a urn.-20).

## Nagrody
- 1986 – Nagroda Przewodniczącego ds. Radia i Telewizji za osiągnięcia aktorskie w Teatrze Telewizji oraz programach artystyczno-rozrywkowych[potrzebny przypis]
- 1986 – Nagroda Złoty Ekran za oryginalną interpretację piosenek aktorskich[potrzebny przypis]
- 1986 – Nagroda im. Stanisława Wyspiańskiego II stopnia w dziedzinie estrady[potrzebny przypis]
- 1997 – Nagroda za umiejętności wokalne zaprezentowane w spektaklu „Opera Granda” z Teatru Ateneum w Warszawie na XXXVII Kaliskich Spotkaniach Teatralnych[potrzebny przypis]
- 1997 – Nagroda w kategorii Najprzyjemniejsza Aktorka na III Ogólnopolskim Festiwalu Sztuk Przyjemnych w Łodzi za rolę w spektaklu „Opera Granda” w Teatrze Ateneum w Warszawie[potrzebny przypis]
- 2001 – Nagroda Sokoli Laur im. Augustyna Świdra przyznawana przez władze miasta wybitnym osobom promującym swymi osiągnięciami Świętochłowice[potrzebny przypis]

## Filmografia
- 1983: Alternatywy 4 – odcinek 8. pt. Wesele jako prostytutka w restauracji „Kongresowa”
- 1983: Widziadło – wykonanie pieśni
- 1985: Spowiedź dziecięcia wieku jako śpiewaczka Marco
- 2001: Przychodnia każdego przechodnia jako żona dyrektora